# Expression neutre

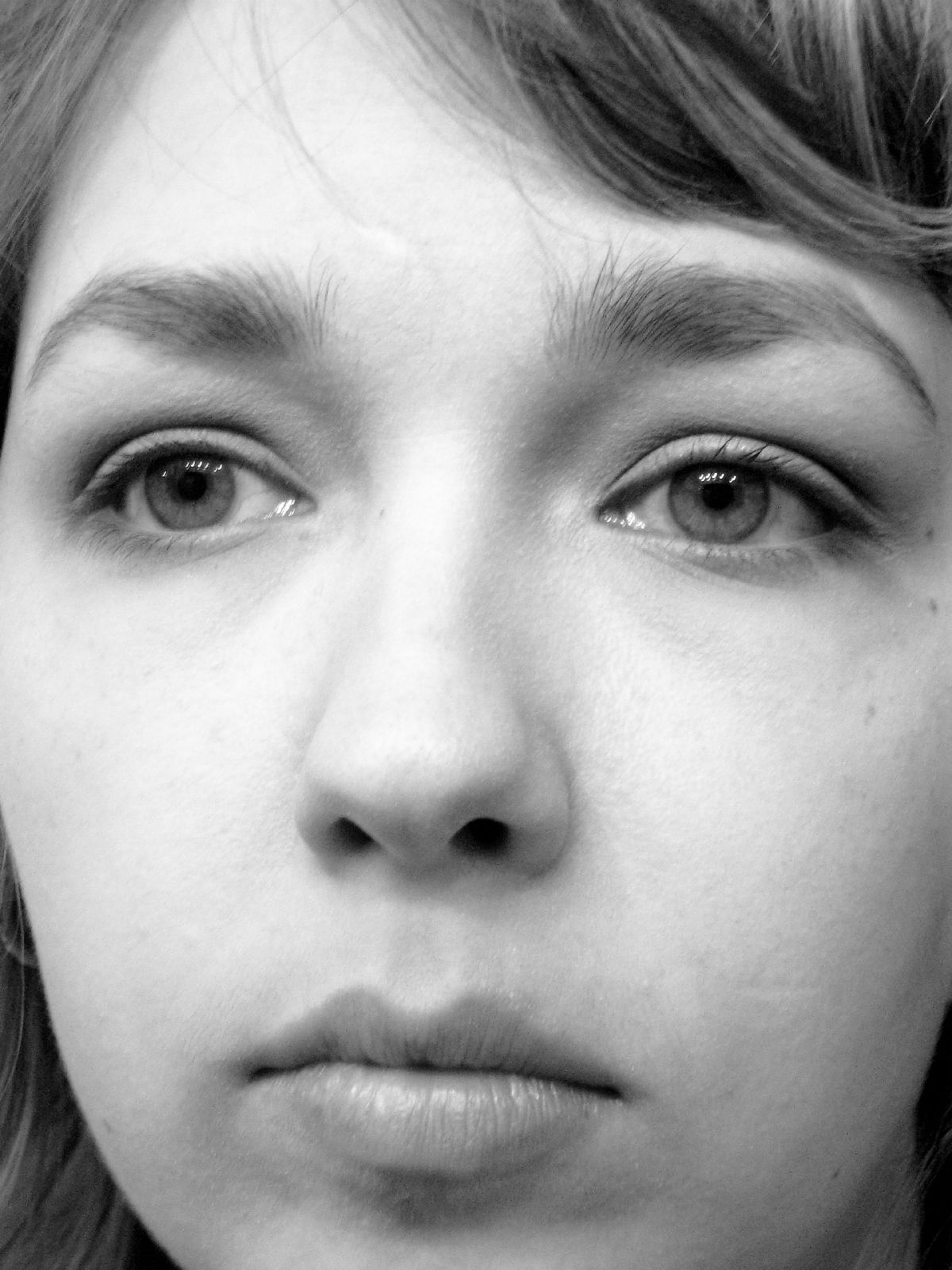
Exemple d'expression neutre

Une expression neutre est une expression faciale caractérisée par un positionnement neutre des traits du visage, impliquant une absence d'émotion forte et marquée. Elle peut être causée par un manque d'émotion, un état de dépression, d'ennui ou être l'objet d'une légère confusion (par exemple lorsque quelqu'un fait référence à quelque chose que son auditeur ne comprend pas). Une expression neutre délibérément induite destinée à dissimuler ses émotions est également connue sous le nom de pokerface, désignant le regard impassible des joueurs de poker, qui souhaitent ne pas divulguer leurs émotions lors de parties,.
Dans les années 1920, des journalistes sportifs américains utilisent le terme pokerface en dehors du jeu de poker pour décrire un joueur ou un athlète qui ne semble pas affecté par des situations stressantes (Il est important au poker de ne pas divulguer par ses traits des visages des indications sur sa main). Il est également utilisé en référence aux spécialistes du marketing et aux vendeurs pendant les négociations commerciales.

## Documents officiels
En France, la photographie d'identité requise pour les documents officiels comme les cartes d'identités et les passeports doit représenter un visage nu dont l'expression est neutre. Les normes données par le ministère de l'intérieur concernant lesdites photographies d'identités sont celles-ci : « Il faut fixer l'objectif. L'expression doit être neutre et la bouche doit être fermée. »

## Voir également
- Catatonie
- Pince-sans-rire
- Thousand-yard stare
- Micro-expressions